# Fergus's Wedding
Fergus's Wedding è una serie televisiva di genere commedia trasmessa in Irlanda nel 2002.
Si tratta di una popolare serie comica irlandese in sei episodi, scritta e interpretata da Michael McElhatton e diretta da Ian Fitzgibbon. Il primo episodio è andato in onda il 18 gennaio 2002.

## Trama
La serie racconta la storia del giovane Fergus Walsh, in procinto di sposare la bella ragazza inglese Penny Kent, e di come i preparativi del matrimonio saranno ostacolati da un susseguirsi di eventi tragicomici riguardanti la sua famiglia, i suoi amici e tutte le persone coinvolte.

## Personaggi e interpreti

### Personaggi principali
- Fergus Walsh, interpretato da Michael McElhatton.
- Penny Kent, interpretata da Julia Ford.
- Tony, interpretato da Peter McDonald.
- Lorraine, interpretata da Deirdre O'Kane.
- Fiona, interpretata da Anna Healy.
- Mrs. Walsh, interpretata da Dearbhla Molloy.
- Mr. Walsh, interpretato da Darry Power.
- Gráinne, interpretata da Kathy Downes.
- Padre Kieran, interpretato da Gerard McSorley.

### Personaggi secondari
- Paul, interpretato da David Herlihy.
- Clive, interpretato da Chris McCallum.
- Dermot, interpretato da Conor McPherson.
- Mrs. Kent, interpretata da Paola Dionisotti.
- Julian, interpretato da Mark Lambert.
- Margaret, interpretata da Valerie Spelman.

Inoltre, si ricordano i camei di Hugh O'Conor nel ruolo del commesso del sexy shop e di Tomás Ó Súilleabháin nei panni di uno spogliarellista.

## Episodi
| Episodi    | Prima TV        |
| ---------- | --------------- |
| Episodio 1 | 18 gennaio 2002 |
| Episodio 2 | 25 gennaio 2002 |
| Episodio 3 | 4 marzo 2002    |
| Episodio 4 | 11 marzo 2002   |
| Episodio 5 | 18 marzo 2002   |
| Episodio 6 | 25 marzo 2002   |